# Амасија (вилајет)
Амасија (тур. Amasya ili) је вилајет у северној Турској. Административни центар вилајета је град Амасија, античка Amaseia поменута у изворима из времена Александра Великог и место рођења историчара Страбона. У османско време Амасија је била позната по својим медресама.
Амасија, између Црног мора и унутрашње Анатолије, лежи у центру региона на плодној равници, где пролазе реке Јешилирмак, Чекерек и Терсакан. Укркос близини Црног мора, Амасија је нешто више и има суву климу са врућим летима и хладним зимама. Амасија је пољопривредни вилајет познат по узгајању јабука и производњи дувана, брескви и вишања.